# 第57歩兵大隊 (フランス軍)
第57歩兵大隊（だいごじゅうななほへいだいたい、57e bataillon d'Infanterie：57e BI）は、ジロンド県ボルドーに駐屯する、CENAT隷下のフランス陸軍の後方支援（厚生）大隊である。
兵種は各種、伝統的区分は歩兵である。

## 沿革
- 1667年：ジョンザック＝サントモール連隊が創設される。
- 1685年：ボーヴェジ連隊となる。
- 1791年：第57戦列歩兵連隊となる。
- 1796年：第57戦列歩兵准旅団となる。
- 1803年：第57戦列歩兵連隊に再編成される。
- 1914年：第257歩兵連隊となる。
- 1940年：第2次世界大戦、対独戦後に解隊される。
- 1944年：第1大隊のみ再編成される。
- 1956年：アルジェリアにて完全に再編成される。
- 1962年：フランス本土に移駐。
- 1964年：大隊に改編される。

## 最新の部隊編成
- 大隊本部
- 後方支援中隊
- 支援中隊
- ボルドー駐屯地休養ホテル（社交クラブ）
- ボルドー駐屯地医療センター
- 予備中隊

## 大隊の任務
大隊は、フランス本土南西地域各地に駐屯する部隊に対し、福利厚生を提供する。また、担任区域内の駐屯部隊での人員輸送や駐屯地への燃料輸送なども行う。

## 主要装備
- GIAT BM92-G1
- FA-MAS
- P4
- TRM 2000
- TRM 4000